# ISO 3166-2:TF
ISO 3166-2:TF is een ISO-standaard met betrekking tot de zogenaamde geocodes. Het is een subset van de ISO 3166-2 tabel, die specifiek betrekking heeft op de Franse Zuidelijke Gebieden. Voor de Franse Zuidelijke Gebieden kunnen hiermee de deelgebieden op het hoogste niveau worden gedefinieerd.
De gegevens werden tot op 26 november 2018 geüpdatet op het ISO Online Browsing Platform (OBP). Er worden geen deelgebieden gedefinieerd.
Als overzees gebiedsdeel van Frankrijk zijn de Franse Zuidelijke Gebieden daarnaast ook opgenomen met de code FR-TF als onderdeel van de subset ISO 3166-2:FR.